# Elect the Dead Symphony
Elect the Dead Symphony es un álbum en directo de Serj Tankian. Fue lanzado el 9 de marzo de 2010, justo un año después de que se grabará en el Auckland Town Hall de Nueva Zelanda. Fue grabado en directo por Tankian acompañado por la Orquesta Filarmónica de Auckland. Está integrada por interpretaciones orquestales de su álbum debut Elect the Dead, Los arreglos orquestales están a cargo de John Psathas. Fue lanzado en formato CD, CD/DVD, LP y formatos digitales para descarga.

## Lista de canciones
Todas las canciones escritas y compuestas por Serj Tankian. 
| N.º | Título                                                                    | Duración |  |
| 1.  | «Feed Us»                                                                 | 7:29     |  |
| 2.  | «Blue»                                                                    | 3:15     |  |
| 3.  | «Sky Is Over»                                                             | 3:09     |  |
| 4.  | «Lie Lie Lie»                                                             | 3:58     |  |
| 5.  | «Money»                                                                   | 3:29     |  |
| 6.  | «Baby»                                                                    | 3:41     |  |
| 7.  | «Gate 21»                                                                 | 2:49     |  |
| 8.  | «The Charade»                                                             | 4:30     |  |
| 9.  | «Honking Antelope»                                                        | 3:49     |  |
| 10. | «Saving Us»                                                               | 4:55     |  |
| 11. | «Elect the Dead»                                                          | 3:08     |  |
| 12. | «Falling Stars»                                                           | 3:24     |  |
| 13. | «Beethoven's Cunt»                                                        | 3:29     |  |
| 14. | «Empty Walls»                                                             | 3:57     |  |
| 15. | «The Charade» (Versión de estudio, en el DVD y solo durante los créditos) | 3:33     |  |